# Störmecke (Lennestadt)
Störmecke ist ein Ortsteil von Lennestadt im nordrhein-westfälischen Kreis Olpe.
Der Ort liegt direkt an der Bundesstraße 236 in dem Teilabschnitt, der von Altenhundem nach Schmallenberg führt. Ende 2017 wohnten in Störmecke 24 Menschen. Angrenzende Ortschaften sind Milchenbach, Hundesossen und Saalhausen. Die Umgebung des Ortes wird geprägt durch das Tal der Lenne, den in die Lenne einmündenden Nebenfluss Störmecke Siepen sowie die das Lennetal umgebenden Gebirgszüge des Rothaargebirges. Störmecke gehörte zur ehemaligen Gemeinde Saalhausen. Am 1. Juli 1969 kam durch die Kommunalreform der Ort zur neuen Stadt Lennestadt.